# Haplolobus
Haplolobus é um género botânico pertencente à família Burseraceae.
1. ↑  «Haplolobus — World Flora Online». www.worldfloraonline.org. Consultado em 19 de agosto de 2020